# 梶田信一郎
梶田 信一郎（かじた しんいちろう、1947年11月14日 - ）は、日本の地方公共団体職員、自治官僚。一般財団法人自治総合センター理事長。
自治省税務局市町村税課課長、兵庫県庁総務部部長、内閣法制局総務主幹、内閣法制局第三部部長、内閣法制局第一部部長、内閣法制次長、内閣法制局長官、財団法人地域創造理事長、一般財団法人地域創造理事長などを歴任した。

## 概要
岡山県出身の地方公共団体職員である。熊本県の事務吏員として東京事務所で採用され、のちに熊本県庁の総務部地方課にて勤務した。その後、自治省に入り、財政局、大臣官房、税務局などで勤務するとともに、他省庁や地方公共団体への出向を繰り返した。自治省では税務局にて市町村税課の課長に就任しており、出向先の兵庫県庁では総務部の部長に就任するなど、要職を歴任した。その後、内閣法制局に出向し、総務主幹を経て、第三部や第一部の部長を務めた。2006年には内閣法制次長に就任した。2010年には宮﨑礼壹の後任として内閣法制局長官に就任し、鳩山由紀夫内閣から野田内閣にかけて同職を務めた。退職後は、地域創造や自治総合センターにて理事長を務めた。

## 来歴

### 生い立ち
1947年11月に生まれ、岡山県にて育った。東京大学に進学し、法学部第2類（公法コース）にて学んだ。1971年6月、東京大学を卒業した。

### 地方公共団体職員として
1971年7月、熊本県の事務吏員として東京事務所で採用された。のちに熊本県庁に異動し、同年10月より総務部地方課にて勤務した。

### 自治官僚として
1973年に自治省に入り、同年4月より財政局の地方債課にて勤務した。以来、自治省と出向先である地方公共団体等の諸機関とを交互に異動してきた。自治省においては、1981年7月より大臣官房にて総務課の課長補佐を務め、1986年4月より税務局の企画課にて理事官を務めた。1992年7月には、税務局の市町村税課にて課長に就任した。他省庁への出向も多く、1974年6月からは国土庁に出向し、計画・調整局の総務課にて勤務した。また、1987年7月からは内閣法制局に出向し、参事官（第一部）として勤務した。地方公共団体への出向としては、1976年4月より三重県庁に出向し、企画調整部の企画監を務めた。また、1994年7月より兵庫県庁に出向し、総務部の部長に就任した。部長在任中の1995年1月17日に兵庫県南部地震が発生し、阪神・淡路大震災の災害救援活動等に対応した。
1996年4月、内閣法制局に再び出向し、総務主幹に就任した。1999年8月より第三部にて、2004年8月からは第一部にて、それぞれ部長を務めた。2006年10月、内閣法制次長に就任した。2010年1月15日、宮﨑礼壹の後任として内閣法制局長官に就任した。以来、鳩山由紀夫内閣から野田内閣にかけて同職を務めた。
2018年春の叙勲で瑞宝大綬章を受章。

### 退職後
退官後の2012年、財団法人である地域創造の理事長に就任した。理事長在任中に一般財団法人への移行を成し遂げ、移行後も引き続き理事長を務めた。2016年には、同じく一般財団法人である自治総合センターの理事長に転じた。

## 略歴
- 1947年 - 誕生。
- 1971年 - 東京大学法学部第2類（公法コース）卒業[1][3]。
- 1971年 - 熊本県東京事務所事務吏員採用。
- 1971年 - 熊本県庁総務部地方課勤務。
- 1973年 - 自治省財政局地方債課勤務。
- 1974年 - 国土庁計画・調整局総務課勤務。
- 1976年 - 三重県庁企画調整部企画監。
- 1981年 - 自治省大臣官房総務課課長補佐。
- 1986年 - 自治省税務局企画課理事官。
- 1987年 - 内閣法制局参事官（第一部）。
- 1992年 - 自治省税務局市町村税課課長。
- 1994年 - 兵庫県庁総務部部長。
- 1996年 - 内閣法制局総務主幹。
- 1999年 - 内閣法制局第三部部長。
- 2004年 - 内閣法制局第一部部長。
- 2006年 - 内閣法制次長。
- 2010年 - 内閣法制局長官。
- 2010年 - 内閣法制局長官。
- 2011年 - 内閣法制局長官。
- 2012年 - 地域創造理事長
- 2016年 - 自治総合センター理事長。